# بهترین‌های جیپسی کینگز
| بررسی انتقادی                     | بررسی انتقادی |
| منبع                              | رتبه‌بندی      |
| --------------------------------- | ------------- |
| The Encyclopedia of Popular Music | [ ۱ ]         |

بهترین‌های جیپسی کینگز (انگلیسی: The Best of the Gipsy Kings) یک آلبوم گلچین از آهنگ‌ها و ترانه‌های گروه موسیقی جیپسی کینگز است که در ۲۸ مارس ۱۹۹۵ در ایالات متحده آمریکا منتشر شد.

## فهرست آهنگ‌ها و ترانه‌ها
| شماره | نام                                                                                 | مدت  |
| ----- | ----------------------------------------------------------------------------------- | ---- |
| ۱.    | «جوبی جوبا»                                                                         | ۳:۲۶ |
| ۲.    | «تندباد شن»                                                                         | ۵:۳۱ |
| ۳.    | «با من برقص»                                                                        | ۳:۴۸ |
| ۴.    | «یک عشق»                                                                            | ۳:۴۲ |
| ۵.    | «مارمولک زرد» (بی‌کلام)                                                              | ۴:۰۳ |
| ۶.    | «پرواز»                                                                             | ۳:۴۲ |
| ۷.    | «می‌خواهم بدانم»                                                                     | ۴:۰۹ |
| ۸.    | «به من گوش کن»                                                                      | ۴:۰۲ |
| ۹.    | «بانو» (اجرای زنده)                                                                 | ۴:۳۶ |
| ۱۰.   | «کوه»                                                                               | ۵:۲۵ |
| ۱۱.   | «بـِم، بـِم، ماریا»                                                                   | ۳:۰۸ |
| ۱۲.   | «رنج حزین»                                                                          | ۴:۳۵ |
| ۱۳.   | «بامبولئو»                                                                          | ۳:۲۷ |
| ۱۴.   | «کهکشان» (زنده)                                                                     | ۲:۴۷ |
| ۱۵.   | «بیائید برقصیم» (زنده)                                                              | ۵:۰۵ |
| ۱۶.   | «عشق و آزادی» (بی‌کلام)                                                              | ۳:۵۷ |
| ۱۷.   | «در کنار تو»                                                                        | ۳:۱۹ |
| ۱۸.   | «ترکیبی بی‌وقفه - [ بامبولئو - پرواز - جوبی جوبا - برایم از او بپرسید - با من برقص]» | ۴:۴۸ |

## گواهینامه‌ها و فروش
| منطقه                                                              | گواهی  | واحد گواهی‌شده/فروش |
| ------------------------------------------------------------------ | ------ | ------------------ |
| فرانسه (اس‌ان‌ئی‌پی)                                                  | ۲× طلا | ۲۰۰٬۰۰۰*           |
| ایرلند (آی‌آر‌ام‌ای)                                                  | پلاتین | ۱۵٬۰۰۰^            |
| ایالات متحده (آرآی‌ای‌ای)                                            | پلاتین | ۱٬۵۶۳٬۰۰۰          |
| * رقم فروش تنها بر پایهٔ گواهی‌ها. ^ رقم توزیع تنها بر پایهٔ گواهی‌ها. |        |                    |